# Románc (irodalmi műfaj)
A románc az epika műfajához tartozik. Egy lírai témát mutat be epikus formában. Sok párbeszéd jellemzi. Előadásmódja a balladáéhoz hasonlít. Soha nem tragikus végű, de a befejezés lehet szomorú, végződhet halállal. A befejezés többnyire csattanószerű vagy valamilyen tanulság, megjegyzés. 
A románc szó a spanyol romance szóból származik. A műfaj a 20. században lirizálódott.

## A magyar irodalomban
- Vörösmarty Mihály: Szép Ilonka (1833)[1]
- Arany János: A méh románca (1847)[2]